# Alnmouth for Alnwick (estação ferroviária)
Alnmouth for Alnwick, ou apenas Alnmouth, é uma estação ferroviária na East Coast Main Line, que serve a vila de Alnmouth e a cidade mercantil vizinha de Alnwick, em Northumberland, Inglaterra. É propriedade da Network Rail e gerida pela Northern Trains.

## História
A estação foi inaugurada em 1º de julho de 1847 como Bilton, pela Newcastle and Berwick Railway., passando a ser administrada pela North Eastern Railway à partir de 1854. Em 19 de agosto de 1850, tornou-se a junção do ramal ferroviário de Alnwick, passando por significativas melhorias em 1887-88. Em 2 de Maio de 1892, teve seu nome alterado para Alnmouth.
Em 1923, como consequência do Railways Act 1921, tornou-se parte da London and North Eastern Railway. Passou para a North Eastern Region of British Railways na nacionalização, em 1948. O serviço do ramal de Alnwick foi retirado em janeiro de 1968, com o tráfego de carga terminando em outubro do mesmo ano. A estação tinha uma plataforma adicional virada "para baixo" (sentido norte) para uso por ramais, mas ela perdeu a razão de ser no início da década de 1970, após o fechamento do ramal (junto com os prédios daquele lado), sendo totalmente removida antes da estação ser reformada em 2004. O edifício principal, na plataforma sul, não é original - foi construído em 1987 para substituir as estruturas originais construídas quando o ramal de Alnwick foi inaugurado, em 1850.

## Facilidades
A estação é provida de pessoal, com a bilheteria na Plataforma 1 funcionando todos os dias (06:40-18:15 Seg-Sáb, 10:20-21:30 Dom.). Uma máquina de bilhetes self-service também é disponibilizada (ela pode ser usada para retirar bilhetes pré-pagos, bem como para uso quando o escritório de reservas estiver fechado). Nesta plataforma também há uma sala de espera e banheiros. A Plataforma 2 conta com um abrigo de espera e ponto de ajuda. O acesso de nível está disponível para ambas as plataformas por meio de elevadores na passarela. As informações sobre o funcionamento do trem são oferecidas por meio de anúncios automatizados, displays digitais e cartazes informativos com os horários.

## Serviços
A estação de Alnmouth é administrada pela Northern Trains, embora grande parte de seus serviços seja fornecida por outras operadoras.
A maioria dos serviços é fornecida por trens da operadora CrossCountry, que circulam entre Newcastle e Edimburgo. Os serviços da London North Eastern Railway foram reduzidos após mudanças de horário em maio de 2011, com saídas a cada duas horas, durante o dia, para Newcastle/Londres e Edimburgo. Com a CrossCountry também partindo a cada duas horas, a frequência de rede fornecida é de aproximadamente uma hora em cada sentido.
Os serviços locais ocasionais da Northern Trains operando para e de Chathill também ligam aqui - atualmente, consistem em um trem matinal e um noturno em cada direção (exceto aos domingos). Os dois trens para o sul continuam ao sul de Newcastle, o da manhã para a estação de Prudhoe e o da noite para Carlisle. O trem noturno rumo ao norte também retorna do MetroCentre.
A partir de dezembro de 2019, um serviço TransPennine Express para o norte e dois para o sul começaram a fazer escala em Alnmouth.
Alnmouth também se tornará o terminal leste da Aln Valley Railway, que está sendo reconstruída ao longo do ramal de Alnwick.